# Хороба, Ежи
Ежи Хороба (пол. Jerzy Choroba; род. 26 ноября 1949, Семяновице-Слёнске) — польский хоккеист на траве, защитник и полузащитник. Участник летних Олимпийских игр 1972 года.

## Биография
Ежи Хороба родился 26 ноября 1949 года в польском городе Семяновице-Слёнске.
Окончил основное профессиональное училище, получив специальность слесаря. Работал на сталелитейном заводе «Едношчь» в Семяновице-Слёнске.
В 1966—1983 годах играл в хоккей на траве за «Семяновичанку» преимущественно на позиции защитника, также действовал в полузащите.
В 1972 году вошёл в состав сборной Польши по хоккею на траве на летних Олимпийских играх в Мюнхене, занявшей 11-е место. Играл в поле, участвовал только в одном матче группового этапа против сборной Мексики (3:0), мячей не забивал.
В 1971—1975 годах провёл за сборную Польши 34 матча.
Мастер спорта Польши.
В 1990 году перебрался в ФРГ.

## Семья
Отец — Вильгельм Хороба, мать — Малгожата Хороба (до замужества — Рольник).